# Elasmothemis alcebiadesi
Elasmothemis alcebiadesi – gatunek ważki z rodziny ważkowatych (Libellulidae).